# Parthenay-de-Bretagne
Parthenay-de-Bretagne è un comune francese di 1 361 abitanti situato nel dipartimento dell'Ille-et-Vilaine nella regione della Bretagna.

## Società

### Evoluzione demografica
Abitanti censiti